# Бен Стіллер
Бенджамін Едвард Стіллер (англ. Benjamin Edward Stiller; нар. 30 листопада 1965, Нью-Йорк, США) — американський кіно- та телеактор, комік, продюсер, режисер та сценарист.

## Життєпис

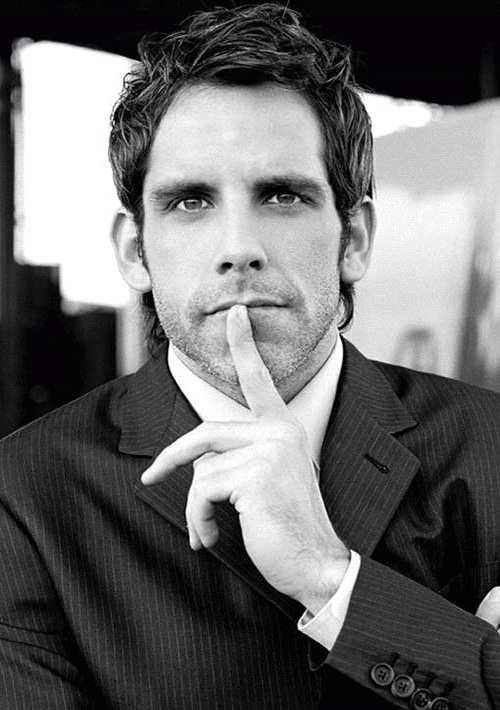
Стіллер, 2006 рік

Народився 30 листопада 1965 року в Нью-Йорку, у Верхньому Вест-Сайді, в сім'ї акторів. Його батько Джеррі Стіллер був естрадним гумористом, а мати, Енн Міра, знімалася на телебаченні.  Бен і його сестра Емі навчалися шоу-бізнесу в сімейній атмосфері, наслідуючи маму й тата, — вигадували жарти і розігрували їх перед дорослими. У 10 років майбутній актор дебютував перед камерою, знявшись у гостьовій ролі у серіалі «Кейт Макшейн», де головну роль виконувала його мати.
У 1976 році мати з батьком купили Бенові 8-міліметрову кінокамеру. Він одразу зарахував сестру у свої асистенти і почав знімати власне кіно, в якому зазвичай винахідливо зводив рахунки з шибайголовами, які переслідували його на вулиці. У 1983 році Стіллер закінчив школу Калгун і вступив до Університету Каліфорнії на кіновідділення. Протримавшись там рік, він вирішив, що не дізнається нічого нового, тому повернувся до Нью-Йорка, записався на акторські курси та швидко знайшов собі агента.

## Кар'єра
У 1985 році отримав одну з головних ролей у бродвейській п'єсі «Будинок синіх листів» Джона Гуаре. Вистава мала великий успіх, виборола чотири премії «Тоні», а Стіллер здобув репутацію перспективного молодого актора. Проте тоді він ще не вирішив, ким йому бути — актором чи режисером. Граючи у п'єсі, він паралельно знімав і монтував напівлюбительські короткометражні фільми, в яких зазвичай грали його театральні колеги. Особливий успіх мала пародія на популярну стрічку «Колір грошей», в якій Бен грав роль Тома Круза, а його партнер Джон Махоуні — Пола Ньюмена. Ця плівка потрапила на стіл продюсерів гумористичного шоу «Прямий ефір в суботу увечері», які швидко купили на неї права.
У 1987 р. режисерський витвір Стіллера вперше продемонстрували на телебаченні. На великому екрані він дебютував в «Імперії сонця» Стівена Спілберга, потім зіграв у телеверсії п'єси «Будинок синіх листів» і, нарешті, був запрошений увійти до постійного складу «Прямого ефіру». Однак там комік пропрацював лише один сезон. Він не вписався у стиль шоу: його власне почуття гумору було набагато більш похмурим й сардонічним. У 90-х Бен робив шоу для каналу MTV, ставши об'єктом гнівних нападів продюсерів, чиї витвори він насмілився критикувати.
У 1994 р. Стіллер зняв сатиричну картину «Реальність кусається» з Вайноною Райдер та Ітаном Хоуком, яку визнали «реквіємом покоління Х». Ще через два роки він випустив провального «Кабельника» з Джимом Керрі, а у 1998-му став зіркою завдяки комедії братів Фареллі «Дещо про Мері». З того часу Стіллер знімається без упину, випускаючи хіти один за одним («Зберігаючи віру», «Знайомство з батьками», «Зразковий самець», «Старскі та Гатч», «Вишибайли», «Знайомство з Факерами», «Дюплекс»). Взимку 2007 року Бен веселив глядачів фантастичній комедії «Ніч у музеї», а зараз його можна побачити у новій картині Фареллі «Дівчина моїх кошмарів». Журнал «Піпл» назвав Стіллера, згідно з результатами опитування, найпривабливішим комедіантом «фабрики мрій», хоча його зовнішність далека від загальноприйнятих уявлень про красу.
У 2016 році компанія Mattel, що випускає ляльок Барбі, створила ляльку Дерека Зуландера з фільму «Зразковий самець — 2», якого зіграв Бен Стіллер.

## Посол доброї волі ООН
19 червня 2022 року відвідав Львів як посол доброї волі ООН. Наступного дня зробив візит до Ірпеня і Макарова та зустрівся з Президентом Зеленським.

## Державні нагороди
- Орден «За заслуги» ІІІ ступеня (Україна, 23 серпня 2022) — за значні особисті заслуги у зміцненні міждержавного співробітництва, підтримку державного суверенітету та територіальної цілісності України, вагомий внесок у популяризацію Української держави у світі.[6]

## Фільмографія

### Актор
| Рік       |     | Українська назва                                         | Оригінальна назва                                                 | Роль                                  |
| --------- | --- | -------------------------------------------------------- | ----------------------------------------------------------------- | ------------------------------------- |
| 1986      | с   | Кейт та Еллі                                             | Kate & Allie                                                      | Пітер                                 |
| 1987      | с   | Американський театр                                      | American Playhouse                                                | Ронні Шонессі                         |
| 1987      | с   | Поліція Маямі                                            | Miami Vice                                                        | Швидкий Едді Фелчер                   |
| 1987—2010 | с   | Суботнього вечора у прямому ефірі                        | Saturday Night Live                                               | різні ролі                            |
| 1987      | кф  | Кишеньковий злодій                                       | The Hustler of Money                                              | Вінс                                  |
| 1987      | кф  | Блиск черевик                                            | Shoeshine                                                         | інвестиційний банкір                  |
| 1987      | ф   | Переслідування по п'ятах                                 | Hot Pursuit                                                       | Кріс Гонівелл                         |
| 1987      | ф   | Імперія Сонця                                            | Empire of the Sun                                                 | Дейнті                                |
| 1988      | ф   | Свіжі коні                                               | Fresh Horses                                                      | Тіптон                                |
| 1989      | ф   | Це адекватно                                             | That's Adequate                                                   | Чіп Лейн                              |
| 1989      | ф   | Найближчий родич                                         | Next of Kin                                                       | Лоуренс Ізабелла                      |
| 1989      | кф  | Історії Елвіса                                           | Elvis Stories                                                     | Брюс                                  |
| 1990      | тф  | Робоча погань                                            | Working Tra$h                                                     | Фредді Новак                          |
| 1990      | ф   | Стелла                                                   | Stella                                                            | Джим Аптегроу                         |
| 1991      | ф   | Дорога в пекло                                           | Highway to Hell                                                   | Кухар / Аттіла                        |
| 1992      | ф   | Пришелепкуватий Нат                                      | The Nutt House                                                    | метальник пирогів                     |
| 1992      | с   | Шоу Бена Стіллера                                        | The Ben Stiller Show                                              | різні ролі                            |
| 1993      | с   | Фрейзер                                                  | Frasier                                                           | Баррі                                 |
| 1994      | ф   | Реальність кусається                                     | Reality Bites                                                     | Майкл Грейтс                          |
| 1995      | ф   | Товстопузи                                               | Heavy Weights                                                     | Тоні Перкінс / Тоні Перкінс старший   |
| 1995      | мс  | Дакмен                                                   | Duckman: Private Dick/Family Man                                  | Гаррі Медфлай                         |
| 1996      | ф   | Щасливчик Ґілмор                                         | Happy Gilmore                                                     | Гел Л., санітар в будинки престарілих |
| 1996      | ф   | Якщо Люсі впаде                                          | If Lucy Fell                                                      | Бвік Еліас                            |
| 1996      | ф   | Біда біду тягне                                          | Flirting with Disaster                                            | Мел Коплін                            |
| 1996      | ф   | Кабельник                                                | The Cable Guy                                                     | Сем та Стен Світ                      |
| 1996      | кф  | Дерек Зуландер: Чоловік-модель                           | Derek Zoolander: Male Model                                       | Дерек Зуландер                        |
| 1996      | с   | Містер Шоу з Бобом та Девідом                            | Mr. Show with Bob and David                                       | Джиммі                                |
| 1996      | с   | Радіо новин                                              | NewsRadio                                                         | Вік                                   |
| 1997      | с   | Шоу Ларрі Сандерса                                       | The Larry Sanders Show                                            | Бен Стіллер                           |
| 1997      | с   | Віва вар'єте                                             | Viva Variety                                                      | Бен Стіллер                           |
| 1997      | с   | Друзі                                                    | Friends                                                           | Томмі                                 |
| 1997      | кф  | Всесвіт Дерека Зуландера                                 | Derek Zoolander University                                        | Дерек Зуландер                        |
| 1998      | кф  | За блискавкою з Магда                                    | Behind the Zipper with Magda                                      | Тед Стромен                           |
| 1998      | кф  |                                                          | Backstreet Boyz                                                   |                                       |
| 1998      | с   | Доктор Кац                                               | Dr. Katz, Professional Therapist                                  | Бен Стіллер                           |
| 1998      | ф   | Нульовий ефект                                           | Zero Effect                                                       | Стів Арло                             |
| 1998      | ф   | Дещо про Мері                                            | There's Something About Mary                                      | Тед Стромен                           |
| 1998      | ф   | Твої друзі та сусіди                                     | Your Friends & Neighbors                                          | Джеррі                                |
| 1998      | ф   | Вічна північ                                             | Permanent Midnight                                                | Джеррі Шталь                          |
| 1999      | ф   | Королі року                                              | The Suburbans                                                     | Джей Роуз                             |
| 1999      | ф   | Таємничі люди                                            | Mystery Men                                                       | містер Розлючений                     |
| 1999      | ф   | Чорне і біле                                             | Black and White                                                   | Марк Клер                             |
| 1999      | мф  | Роббі — північний олень: Великі гонки                    | Hooves of Fire                                                    | Роббі північний олень                 |
| 1999      | кф  | Теплове бачення і Джек                                   | Heat Vision and Jack                                              | Ді-Джей стриптиз клубу                |
| 2000      | кф  | Місія: Неймовірний                                       | Mission: Improbable                                               | Том Круз                              |
| 2000      | с   | Диваки і навіжені                                        | Freaks and Geeks                                                  | агент Меара                           |
| 2000      | ф   | Незалежність                                             | The Independent                                                   | поліцейський                          |
| 2000      | ф   | Зберігаючи віру                                          | Keeping the Faith                                                 | Рабин Джейк Шрам                      |
| 2000      | ф   | Знайомство з батьками                                    | Meet the Parents                                                  | Грег Факер                            |
| 2001      | ф   | Зразковий самець                                         | Zoolander                                                         | Дерек Зуландер                        |
| 2001      | ф   | Родина Тененбаумів                                       | The Royal Tenenbaums                                              | Чес Тененбаум                         |
| 2002      | ф   | Біжи, Ронні, біжи                                        | Run Ronnie Run                                                    | Бен Стіллер                           |
| 2002      | ф   | Країна чудіїв                                            | Orange County                                                     | Пожежний                              |
| 2002      | мс  | Сімпсони                                                 | The Simpsons                                                      | Гарт Мотерловінг                      |
| 2002      | с   |                                                          | Undeclared                                                        | Рекс                                  |
| 2002      | с   | Король Квінса                                            | The King of Queens                                                | Джеррі, батько Артура Спунера         |
| 2002      | с   | Доісторична планета                                      | Prehistoric Planet                                                | оповідач                              |
| 2002      | с   |                                                          | Reel Comedy                                                       |                                       |
| 2002      | кф  |                                                          | Legs to Stand On                                                  | Ларрі                                 |
| 2002      | мф  | Роббі — північний олень                                  | Legend of the Lost Tribe                                          | Роббі північний олень                 |
| 2003      | ф   | Полі Шор мертвий                                         | Pauly Shore Is Dead                                               | Бен Стіллер                           |
| 2003      | ф   | Дюплекс                                                  | Duplex                                                            | Алекс Роуз                            |
| 2003      | ф   | Ніхто не знає нічого                                     | Nobody Knows Anything!                                            | експерт                               |
| 2003      | с   | Діти свободи                                             | Liberty's Kids: Est. 1776                                         | Томас Джефферсон                      |
| 2004—2007 | с   | Стримай свій ентузіазм                                   | Curb Your Enthusiasm                                              | Бен Стіллер                           |
| 2004      | мс  | Цар гори                                                 | King of the Hill                                                  | Річ                                   |
| 2004      | ф   | А ось і Поллі                                            | Along Came Polly                                                  | Рубен Феффер                          |
| 2004      | ф   | Старскі і Гатч                                           | Starsky & Hutch                                                   | Девід Старскі                         |
| 2004      | ф   | Заздрість                                                | Envy                                                              | Тім Дінгман                           |
| 2004      | ф   | Вишибайли                                                | Dodgeball: A True Underdog Story                                  | Вайт Гудман                           |
| 2004      | ф   | Телеведучий: Легенда про Рона Борґанді                   | Anchorman: The Legend of Ron Burgundy                             | Артуро Мендес                         |
| 2004      | ф   | Знайомство з Факерами                                    | Meet the Fockers                                                  | Грег Факер                            |
| 2004      | в   | Як називається ця пісня                                  | What's the Name of That Song                                      |                                       |
| 2005      | тф  | Кома Тодда                                               | Todd's Coma                                                       | Бен Стіллер                           |
| 2005      | мф  | Мадагаскар                                               | Madagascar                                                        | Алекс                                 |
| 2005      | с   | Масовка                                                  | Extras                                                            | Бен Стіллер                           |
| 2005—2013 | с   | Уповільнений розвиток                                    | Arrested Development                                              | Тоні Вандер                           |
| 2005      | ф   | Следж: Нерозказана історія                               | Sledge: The Untold Story                                          | Командувач                            |
| 2006      | ф   | Денні Роун: Перший режисер                               | Danny Roane: First Time Director                                  | Бен Стіллер                           |
| 2006      | ф   | Школа негідників                                         | School for Scoundrels                                             | Лонні                                 |
| 2006      | ф   | Вибір долі                                               | Tenacious D in The Pick of Destiny                                | гітарист                              |
| 2006      | ф   | Ніч у музеї                                              | Night at the Museum                                               | Ларрі Дейлі                           |
| 2006      | тф  | Вечір з безліччю зірок: Концерт для хворих на аутизм     | Night of Too Many Stars: An Overbooked Event for Autism Education | Девід Блейн                           |
| 2007      | мф  | Різдво Елма - зворотний відлік                           | Elmo's Christmas Countdown                                        | Стіллер ельф                          |
| 2007      | мс  | Гріфіни                                                  | Family Guy                                                        | Бен Стіллер                           |
| 2007      | ф   | Дівчина моїх кошмарів                                    | The Heartbreak Kid                                                | Едді                                  |
| 2008      | ф   | Грім у тропіках                                          | Tropic Thunder                                                    | Таг Спідман                           |
| 2008      | кф  | Солдати невдачі: Дощ божевілля                           | Tropic Thunder: Rain of Madness                                   | Тугг Спідмен                          |
| 2008      | мф  | Мадагаскар 2: Втеча до Африки                            | Madagascar: Escape 2 Africa                                       | Алекс                                 |
| 2009      | ф   | Ніч у музеї 2                                            | Night at the Museum: Battle of the Smithsonian                    | Ларрі Дейлі (озвучення)               |
| 2009      | ф   | Знайомство з Марком                                      | The Marc Pease Experience                                         | Джон Ґріббл                           |
| 2009      | мф  | Веселого Мадагаскару                                     | Merry Madagascar                                                  | Алекс                                 |
| 2010      | кф  | Руні                                                     | The Rooneys                                                       | камео                                 |
| 2010      | ф   | Ґрінберґ                                                 | Greenberg                                                         | Роджер Грінберг                       |
| 2010      | ф   | Подорож                                                  | The Trip                                                          | Бен Стіллер                           |
| 2010      | ф   | Я все ще тут                                             | I'm Still Here                                                    | Бен Стіллер                           |
| 2010      | ф   | Субмарина                                                | Submarine                                                         | зірка мильної опери                   |
| 2010      | ф   | Знайомство з Факерами 2                                  | Little Fockers                                                    | Грег Факер                            |
| 2010      | мф  | Мегамозок                                                | Megamind                                                          | Бернард                               |
| 2010      | мс  | Фінеас і Ферб                                            | Phineas and Ferb                                                  | Khaka Peü Peü                         |
| 2010      | с   | Подорож                                                  | The Trip                                                          | Бен Стіллер                           |
| 2011      | ф   | Шоу «Гори у пеклі»                                       | Funny or Die Presents…                                            | Бен                                   |
| 2011      | ф   | Як обікрасти хмарочос                                    | Tower Heist                                                       | Джош Ковакс                           |
| 2012      | ф   | Сусіди на стрьомі                                        | The Watch                                                         | Еван Тротвіґ                          |
| 2012      | мф  | Мадагаскар 3                                             | Madagascar 3: Europe's Most Wanted                                | Алекс                                 |
| 2012      | с   | Орлине серце                                             | Eagleheart                                                        | Дурний Семмі                          |
| 2012—2013 | с   | Палаюче кохання                                          | Burning Love                                                      | Джо Резерфорд                         |
| 2013      | с   | Іменинники                                               | The Birthday Boys                                                 | Роджер / містер Тернер                |
| 2013      | с   | Висадка                                                  | Le Débarquement                                                   |                                       |
| 2013      | мф  | Мадагаскар: Любовна лихоманка                            | Madly Madagascar                                                  | Алекс                                 |
| 2013      | ф   | Він значно популярніший за тебе                          | He's Way More Famous Than You                                     | Бен Стіллер                           |
| 2013      | ф   | Таємне життя Волтера Мітті                               | The Secret Life of Walter Mitty                                   | Волтер Мітті                          |
| 2014      | ф   | Поки ми молоді                                           | While We're Young                                                 | Джош                                  |
| 2014      | ф   | Ніч у музеї: Секрет гробниці                             | Night at the Museum: Secret of the Tomb                           | Ларрі Дейлі                           |
| 2014      | с   | Міжнародна організація «Дослідники привидів»             | International Ghost Investigators                                 | Бен Стіллер                           |
| 2015      | с   | Трудоголіки                                              | Workaholics                                                       | Дел Джекобсон                         |
| 2015      | с   | Успіх у Голлівуді, Флорида                               | Big Time in Hollywood, FL                                         | Джиммі                                |
| 2015      | с   | Ті самі дні                                              | Another Period                                                    | Чарльз Понці                          |
| 2015      | кф  | Зразковий самець: Повертається на злітно-посадкову смугу | Zoolander Returns to the Runway                                   | Дерек Зуландер                        |
| 2016      | ф   | Зразковий самець 2                                       | Zoolander 2                                                       | Дерек Зуландер                        |
| 2016      | ф   | Не думай двічі                                           | Don't Think Twice                                                 | камео                                 |
| 2017      | ф   | Статус Бреда                                             | Brad's Status                                                     | Бред Слоан                            |
| 2017      | ф   | Історії сім'ї Мейровіц                                   | The Meyerowitz Stories                                            | Метью Меєровіц                        |
| 2019      | ф   | Жадібність                                               | Greed                                                             | камео                                 |
| 2020      | док | Вдалої подорожі: Пригоди у психоделіках                  | Have a Good Trip: Adventures in Psychedelics                      | у ролі самого себе                    |
| 2020      | ф   | Г'юбі Гелловін                                           | Hubie Halloween                                                   | Гел Л.                                |
| 2021      | ф   | Локдаун                                                  | Locked Down                                                       | Джек                                  |

### Режисер, сценарист, продюсер
| Рік       |     | Українська назва                                        | Оригінальна назва                                         | Роль                           |
| --------- | --- | ------------------------------------------------------- | --------------------------------------------------------- | ------------------------------ |
| 1987      | с   | Суботнього вечора у прямому ефірі                       | Saturday Night Live                                       | режисер, сценарист             |
| 1987      | кф  | Кишеньковий злодій                                      | The Hustler of Money                                      | сценарист, продюсер            |
| 1989      | кф  | Історії Елвіса                                          | Elvis Stories                                             | режисер, сценарист             |
| 1990—1993 | с   | Шоу Бена Стіллера                                       | The Ben Stiller Show                                      | режисер, сценарист, продюсер   |
| 1994      | ф   | Реальність кусається                                    | Reality Bites                                             | режисер                        |
| 1996      | ф   | Кабельник                                               | The Cable Guy                                             | режисер                        |
| 1996      | с   | Спеціальний суботній вечір                              | Saturday Night Special                                    | сценарист                      |
| 1996      | кф  | Дерек Зуландер: Чоловік-модель                          | Derek Zoolander: Male Model                               | сценарист                      |
| 1997      | кф  | Всесвіт Дерека Зуландера                                | Derek Zoolander University                                | сценарист                      |
| 1998      | с   | Доктор Кац                                              | Dr. Katz, Professional Therapist                          | сценарист                      |
| 1999      | кф  | Теплове бачення і Джек                                  | Heat Vision and Jack                                      | режисер, виконавчий продюсер   |
| 2001      | ф   | Зразковий самець                                        | Zoolander                                                 | режисер, сценарист, продюсер   |
| 2003      | ф   | Дюплекс                                                 | Duplex                                                    | продюсер                       |
| 2003      | ф   | Круті гангстери                                         | Crooked Lines                                             | виконавчий продюсер            |
| 2004      | ф   | Старскі і Гатч                                          | Starsky & Hutch                                           | продюсер                       |
| 2004      | ф   | Викидайли                                               | Dodgeball: A True Underdog Story                          | продюсер                       |
| 2006      | ф   | Вибір долі                                              | Tenacious D in The Pick of Destiny                        | виконавчий продюсер            |
| 2007      | ф   | Леза слави                                              | Blades of Glory                                           | продюсер                       |
| 2007      | док | Створення фільму «Вибір долі»                           | The Making of 'The Pick of Destiny'                       | продюсер                       |
| 2007      | тф  | Безіменний проект Крістін Тейлор                        | Untitled Christine Taylor Project                         | режисер, виконавчий продюсер   |
| 2008      | ф   | Грім у тропіках                                         | Tropic Thunder                                            | режисер, сценарист, продюсер   |
| 2008      | ф   | Руїни                                                   | The Ruins                                                 | виконавчий продюсер            |
| 2009      | док | Хлопчики: історія братів Шерман                         | The Boys: The Sherman Brothers' Story                     | виконавчий продюсер            |
| 2009      | тф  | Станція                                                 | The Station                                               | режисер, виконавчий продюсер   |
| 2010—2011 | с   | Стіллер і Меара                                         | Stiller & Meara                                           | режисер, продюсер              |
| 2010      | в   | Ніч 140 твітів: Знаменитості твітять до упаду для Гаїті | A Night of 140 Tweets: A Celebrity Tweet-A-Thon for Haiti | виконавчий продюсер            |
| 2010      | мф  | Мегамозок                                               | Megamind                                                  | виконавчий продюсер            |
| 2010      | ф   | Субмарина                                               | Submarine                                                 | виконавчий продюсер            |
| 2011      | ф   | Встигнути за 30 хвилин                                  | 30 Minutes or Less                                        | продюсер                       |
| 2011      | ф   | Великий рік                                             | The Big Year                                              | виконавчий продюсер            |
| 2012      | тф  | Комедійний круглий стіл Нантакетського кінофестивалю    | Nantucket Film Festival's Comedy Roundtable               | виконавчий продюсер            |
| 2012—2013 | с   | Пекуча любов                                            | Burning Love                                              | виконавчий продюсер            |
| 2013      | с   | День народження хлопчиків                               | The Birthday Boys                                         | виконавчий продюсер            |
| 2013      | ф   | Таємне життя Волтера Мітті                              | The Secret Life of Walter Mitty                           | режисер, продюсер              |
| 2014—2015 | с   | Зійти з котушок — шоу Джони і Кумейла                   | The Meltdown with Jonah and Kumail                        | виконавчий продюсер            |
| 2014      | с   | Наступного разу на Лонні                                | Next Time on Lonny                                        | виконавчий продюсер            |
| 2015      | с   | Інший час                                               | Another Period                                            | виконавчий продюсер            |
| 2015      | тф  | Бріджит Еверетт: Гінекологічне чудо                     | Bridget Everett: Gynecological Wonder                     | виконавчий продюсер            |
| 2015      | тф  | Краш-тест:З Робом Гюбелем та Полом Шеєром               | Crash Test: With Rob Huebel and Paul Scheer               | виконавчий продюсер            |
| 2015      | ф   | Успіх у Голлівуді, Флорида                              | Big Time in Hollywood, FL                                 | виконавчий продюсер            |
| 2016      | ф   | Зразковий самець 2                                      | Zoolander 2                                               | режисер, продюсер              |
| 2019      | ф   | Плюс один                                               | Plus One                                                  | виконавчий продюсер            |
| 2019—2022 | с   | Назустріч пітьмі                                        | In The Dark                                               | виконавчий продюсер, 41 серія  |
| 2020      | ф   | День друзів                                             | Friendsgiving                                             | продюсер                       |
| 2020      | с   | Полум'я                                                 | La Flamme                                                 | асоційований продюсер, 9 серій |
| 2020      | ф   | Вечеря в Америці                                        | Dinner in America                                         | продюсер                       |
| 2021      | ф   | Відчайдушні аферистки                                   | Queenpins                                                 | продюсер                       |
| 2022      | с   | Висока пустеля                                          | High Desert                                               | виконавчий продюсер, 8 серій   |
| 2022      | с   | Розрив                                                  | Severance                                                 | виконавчий продюсер, 9 серій   |